# Zrze

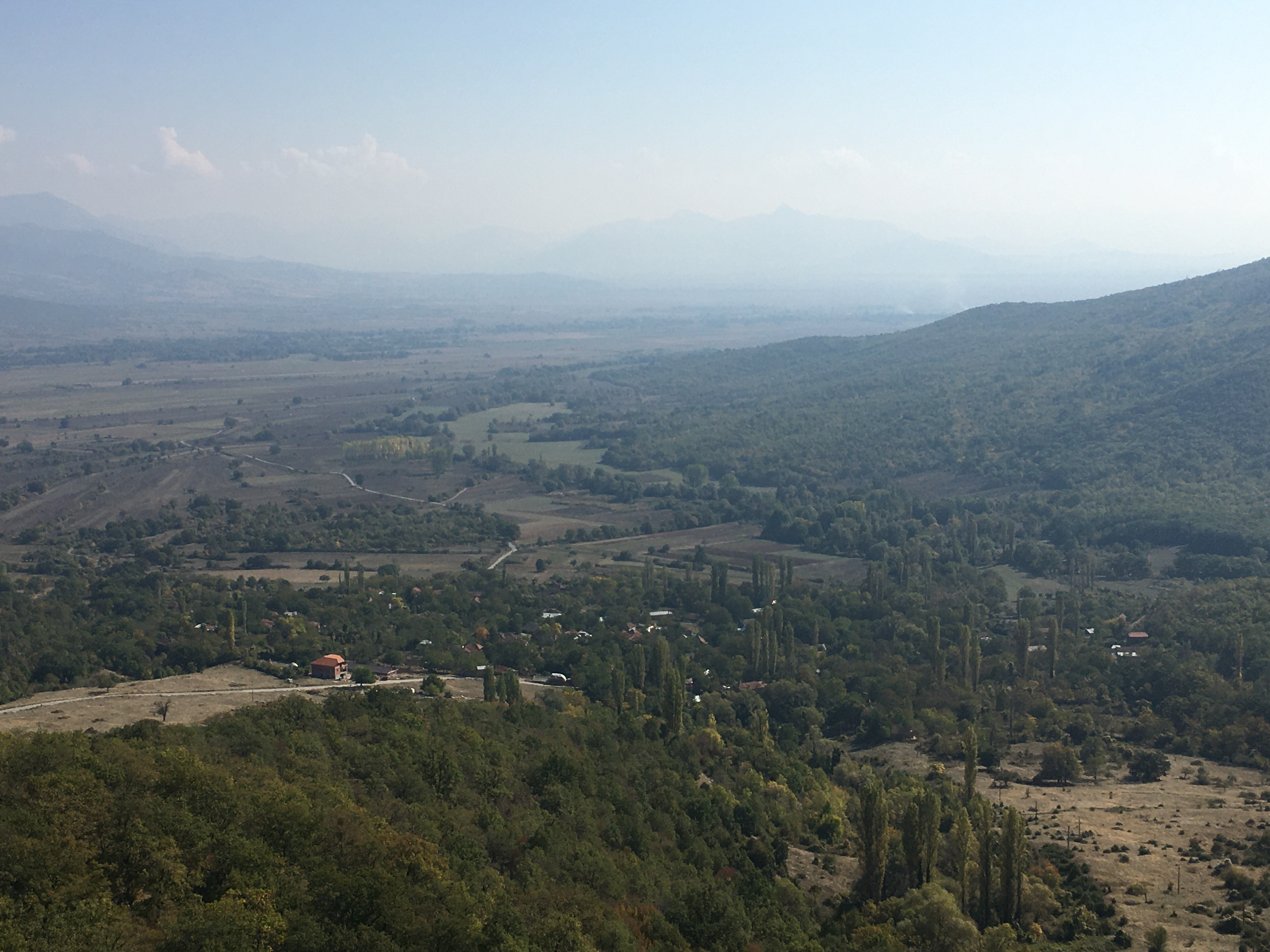
Une vue panoramique du village de Zrze

Zrzé (en macédonien Зрзе) est un village du centre de la Macédoine du Nord, situé dans la municipalité de Dolneni. Le village comptait 64 habitants en 2002. Il est connu pour son monastère, l'un des plus beaux du pays.

## Démographie
Lors du recensement de 2002, le village comptait :
- Macédoniens : 64